# Figueirense FC
Der Figueirense Futebol Clube, in der Regel nur Figueirense  genannt, ist ein 1921 gegründeter Fußballverein aus Florianópolis, der Hauptstadt des brasilianischen Bundesstaates Santa Catarina.

## Geschichte
Der Name Figueirense bezieht sich auf den ehemaligen Stadtteil Figueira, wo die Sitzungen zur Vereinsgründung stattfanden und der Teil des heutigen Stadtzentrums ist. Dort stand für Jahrzehnte ein Feigenbaum (port.: Figueira), der seit 1970 auch im Wappen abgebildet ist. Die Vereinsfarben sind Schwarz und Weiß.
Der Verein spielt im rund 20.000 Zuschauer fassenden Stadion Orlando Scarpelli, das am 12. Juni 1960, dem 39. Geburtstag des Vereins, offiziell eröffnet wurde. Obwohl der Verein auf der Insel gegründet wurde, liegt das Stadion im Stadtteil Estreito auf dem Festland.
Größter Rivale des Vereins ist der andere große Verein aus Florianópolis, der Avaí FC.
Figueirense spielte von 2002 bis 2008 in der ersten brasilianischen Liga, der Série A, und musste am Ende aufgrund der Tordifferenz in die Série B absteigen. 2010 gelang der Mannschaft der Wiederaufstieg in die Série A. In der Saison 2012 stieg der Verein jedoch als Letzter wieder ab. 2014 gelang der erneute Aufstieg. 2015 wurde man in der Staatsmeisterschaft Zweiter. Aufgrund eines Regelverstoßes wurde dem ursprünglichen Meister Joinville EC jedoch der Titel aberkannt und Figueirense zum Meister erklärt.  Mit nun 17. Titeln ist der Verein damit alleiniger Rekordmeister.

## Erfolge
- Staatsmeisterschaft von Santa Catarina: (18 ×) 1932, 1935, 1936, 1937, 1939, 1941, 1972, 1974, 1994, 1999, 2002, 2003, 2004, 2006, 2008, 2014, 2015, 2018
- Staatspokal von Santa Catarina: (3 ×) 1990, 1996, 2021
- Copa do Brasil: Finalist 2007

## Bekannte Spieler
- Carlos Alberto
- César Prates
- Edmundo
- Felipe Santana
- Filipe Luís
- Valdo
- Wellington
- Roberto Firmino
- Michel Bastos
- André Santos
- Wellington Nem